# Pogonatum polare
Pogonatum polare là một loài rêu trong họ Polytrichaceae. Loài này được (Müll. Hal.) A. Jaeger mô tả khoa học đầu tiên năm 1875.